# Sikoly 3.
Sikoly 3 (Scream 3) 2000-ben bemutatott amerikai tinihorror Wes Craven rendezésében. A Sikoly-trilógia harmadik része.

## Történet
Cotton Weary Los Angeles-ben él, és egy népszerű televíziós show házigazdája. Egy este felhívja őt a régi ismerős hang, és Sidney-ről érdeklődik. Azonban a férfi kitér a válaszadás elől. Eközben otthonukban a barátnőjét kezdi el zaklatni, és miután Cotton hazaérkezik, a maszkos végez velük, majd Sidney anyjának képét hagyja a hulláknál.
Mark Kincaid nyomozó Gale Weathers segítségét kéri. A nő meglátogatja Dewey Riley-t információ reményében, ugyanis Cotton is egy új film szereplőgárdájának tagja volt. Dewey, a Döfés 3 című film tanácsadója. A film a Woodsboroi gyilkosságokat dolgozza fel. A gyilkos nemsokára megint lecsap, és megöli Sarah Darlingot. Hangváltót használ, így könnyen megtévesztheti áldozatait. Sidney mindeközben eldugottan él egy Észak-Kaliforniai erdőben, és megpróbálja elfelejteni a borzalmakat. Egy telefonos segélyvonal munkatársa, melyet a bántalmazott nők hívhatnak. Miután az ismeretlen megszerzi a nő telefonszámát elkezdi zaklatni, és végül Sidney arra az elhatározásra jut, hogy elutazik Hollywoodba. Egy este a film pár szereplője, Jennifer, Angelina, Tom, és barátjuk Dewey, Jennifer otthonában gyűlnek össze. A kellemesnek indult este rémálommá válik: a maszkos végez Jennifer testőrével, és Tom-mal is.
Sidney megérkezik a városba, és elkezd nyomozni a többiekkel, majd váratlanul megjelenik, Martha Meeks, aki a néhai Randy húga. A lány egy videókazettát mutat a csapatnak, melyen fivére ellátja őket egy pár ötlettel, és közli velük, hogy nem biztos, hogy mind túlélik a kaszabolást...
Az életben maradt színészek éppen Roman Bridger rendező születésnapi buliján vesznek részt, amikor az álarcos megjelenik. Gale és Jennifer felfedezi a rendező holttestét az alagsorban, és amikor azt elmondják Angelina-nak, az ijedten beleszalad a maszkos karjaiba. Tyson megpróbálja megölni, azonban őt lehajítja az emeletről. A rémült Jennifer, egy titkos folyosóban reked amelyet vesztére, a más is ismer. Miután a gyilkos végzett a nővel, csapdába ejti Gale-t és Dewey-t. Sidney, Kincaid irodájában olvasgat, amikor felhívja a pszichopata, és megfenyegti barátaival. Miután megérkezik a házba, felfedezi Tyson holttestét. A nappaliban megtalálja barátait összekötözve. Kincaid nyomozó megérkezik, és segíteni próbálna, de a maszkos feltűnik, Sidney pedig párszor meglövi. Azonban feléled, és üldözni kezdi a nőt, aki sikeresen elmenekül. Egy titkos szobában találja magát. Szemben a múlttal. Megtudjuk, hogy Roman a gyilkos, aki nem más mint Sidney féltestvére. Golyóálló mellényt viselt, tehát nem halt meg, amikor a nő meglőtte. Kiderül, hogy ő ölte meg anyjukat bosszúból,  évekkel azelőtt, nem pedig Billy és Stu. Féltékeny volt a húgára, annak hírnevéért. Dulakodni kezdenek, majd a férfi lelövi Sid-et abban a tudatban hogy végez vele. A nő teste azonban, másodpercekkel később eltűnik, Roman csodálkozására. Hirtelen felbukkan, és végez a férfival. Mikor az haldoklik, Sidney felfedi hogy rajta is golyóállómellény van. Dewey és Gale sikeresen bejutnak a szobába, azonban fel sem fogják mi történt, mert a Roman hirtelen felpattan hogy végezzen velük, de Dewey fejbelövi.
Pár héttel később, Sidney házában, Dewey megkéri Gale kezét. A nő vendégül látja mellettük még Kincaid nyomozót is, aki a párja lett. A film végén a bejárati ajtó kinyílik, ezzel azt jelezvén hogy édesanyja még mindig jelen van, és a gyilkosságoknak vége.

## Szereplők
| Szerep                | Színész           | Magyar hang     |
| --------------------- | ----------------- | --------------- |
| Sidney Prescott       | Neve Campbell     | Szénási Kata    |
| Dwight "Dewey" Riley  | David Arquette    | Crespo Rodrigo  |
| Gale Weathers         | Courteney Cox     | Náray Erika     |
| Jennifer Jolie        | Parker Posey      | Zakariás Éva    |
| Mark Kincaid nyomozó  | Patrick Dempsey   | Imre István     |
| Roman Bridger         | Scott Foley       | Czvetkó Sándor  |
| John Milton           | Lance Henriksen   | Bácskai János   |
| Cotton Weary          | Liev Schreiber    | Megyeri János   |
| Cristine Hamilton     | Kelly Rutherford  | Árkosi Kati     |
| Bianca Burnette       | Carrie Fisher     |                 |
| Néma Bob              | Kevin Smith       |                 |
| Jay                   | Jason Mewes       |                 |
| Tom Prinze            | Matt Keeslar      | Markovics Tamás |
| Randy Meeks, a videón | Jamie Kennedy     | Fekete Zoltán   |
| Tyson Fox             | Deon Richmond     | Dévai Balázs    |
| Angelina Tyler        | Emily Mortimer    | Kiss Virág      |
| Sarah Darling         | Jenny McCarthy    | Solecki Janka   |
| Steven Stone          | Patrick Warburton | Albert Péter    |

## Díjak, jelölések
| Év   | Díj                             | Kategória                                       | Jelölt                                                                    | Eredmény |
| ---- | ------------------------------- | ----------------------------------------------- | ------------------------------------------------------------------------- | -------- |
| 2001 | Saturn Award                    | Best Home Video Release                         |                                                                           | Jelölve  |
| 2001 | Blockbuster Entertainment Award | Kedvenc színész – Horror (Csak az Interneten)   | David Arquette                                                            | Elnyerte |
| 2001 | Blockbuster Entertainment Award | Kedvenc színésznő – Horror (Csak az Interneten) | Neve Campbell                                                             | Elnyerte |
| 2001 | Blockbuster Entertainment Award | Kedvenc színésznő – Horror (Csak az Interneten) | Courteney Cox                                                             | Jelölve  |
| 2000 | Bogey Award                     |                                                 | Kinowelt Filmverleih (gyártó)                                             | Elnyerte |
| 2000 | International Monitor Award     | Theatrical Releases – Graphic Design            | Peter Frankfurt Adam Bluming Kurt Mattila Danny Yoon Ben Lopez Anita Olan | Elnyerte |
| 2000 | MTV Movie Award                 | Legjobb komikus alakítás                        | Parker Posey                                                              | Jelölve  |
| 2000 | MTV Movie Award                 | Legjobb női alakítás                            | Neve Campbell                                                             | Jelölve  |
| 2000 | Teen Choice Award               | Film – Choice Chemistry                         | Courteney Cox David Arquette                                              | Elnyerte |
| 2000 | Teen Choice Award               | Film – Choice Sleazebag                         | Scott Foley                                                               | Jelölve  |